# Lexington (Oregon)
Lexington – miasto, zamieszkane przez 263 ludzi (2000), w Stanach Zjednoczonych, w stanie Oregon i hrabstwie Morrow.
Lexington zostało nazwane przez osadnika Williama Penlanda na cześć jego rodzinnego miasta Lexington w stanie Kentucky. Urząd pocztowy powstał w Lexington w 1885 roku.

## Skład etniczny
- biali - 96,96%
- Indianie - 1,14%
- Azjaci - 0,76%
- inne rasy - 0,38%
- pochodzenie mieszane - 0,76%

Latynosi, traktowani odrębnie, stanowią 0,38% populacji.